# Torres del Río
Torres del Río è un comune spagnolo di 172 abitanti situato nella comunità autonoma della Navarra.

## Monumenti e luoghi d'interesse
- Chiesa del Santo Sepolcro